# Good Mourning
Good Mourning, vertaald als Goede Rouw, is een Amerikaanse stonerfilm uit 2022. De film werd geschreven en geregisseerd door Machine Gun Kelly en Mod Sun. Zij stonden ook deels in voor de productie. Naast hen spelen ook Zach Villa, GaTa, Becky G, Megan Fox en Dove Cameron mee.

## Verhaal
Nadat acteur London Clash ontwaakt, bekijkt hij de berichten op zijn mobiele telefoon. Daarbij zit een bericht van zijn vriendin Apple met de tekst "Good Mourning" (vertaald als: Goede Rouw). Hij tracht haar tevergeefs te bereiken en concludeert dat dat bericht in feite de "aankondiging van hun relatiebreuk" is. Daarbij komt door toedoen van rapper Trippie Redd dat zijn mobiele telefoon wordt vernield. Verder heeft London ook stress: hij verwacht een telefoon met de melding of hij al dan niet een rol heeft in een nieuwe Batman-film. Londen gaat met zijn vrienden Angel en Leo naar het appartement van Apple. Omdat ze niet thuis is, breken ze in. Ze vernielen er onopzettelijk een urne die de stoffelijke overschotten bevatten van een familielid. Ze beslissen om de urne terug te vullen met assen van canabis, dus starten een grote "cannabis rooksessie" waarbij ze hulp krijgen van Dylan, Fat Joe en Kennedy. 
Olive, de nieuwe assistent van Londen, bezorgt hem een nieuwe telefoon. Via een voicemail verneemt London dat hij later op de dag wordt verwacht voor een gesprek met de Batman-regisseur. Apple wordt gespot met een andere man, dus stuurt hij een vermomde Leo naar dat interview. Hijzelf gaat Apple opzoeken in Van Nuys Airport, maar wordt er bewusteloos geslagen door een ongekende man. Dat incident werd gefilmd door basketbalspeler Dennis Rodman die de beelden op internetsites zet. Dylan en Leo worden gearresteerd omwille van de inbraak en belanden in de gevangenis.
Londen gaat terug naar zijn woonplaats en vindt er Apple. Zij zegt dat de bewuste man haar stylist is en dat ze een typefout maakte in het SMS-bericht. Ze wilde "Good Morning" (vertaald als "Goede Morgen") sturen. Echter verbreekt ze haar relatie omwille van het incident met de urne en assen. 
London betaalt de waarborg waardoor Dylan en Leo vrijkomen. Ze gaan naar een feestje van rapper YG, waar Apple wordt verwacht, maar de toegang wordt geweigerd. Daaorp gaan ze met Fat Joe - die ze uit een K-hole halen ten gevolge van overmatig ketamine-gebruik - naar een avonddiner. Olive komt daar met goed nieuws: London heeft de rol in de Batman-film omwille van het viraal gegane filmfragment dat Dennis Rodman postte. London belt Apple op en ze spreken af op de plaats waar ze elkaar het eerst kusten. Tijdens zijn rit rijdt hij echter in op de wagen van Apple waardoor ze beiden in het ziekenhuis belanden.
Na de aftiteling wordt duidelijk dat de gebeurtenissen in feite een aflevering zijn uit een (fictieve) televisiereeks.

## Rolverdeling
| Acteur            | Personage                    |
| ----------------- | ---------------------------- |
| Machine Gun Kelly | London Clash                 |
| Mod Sun           | Dylan                        |
| Becky G           | Apple                        |
| Dove Cameron      | Olive                        |
| GaTa              | Leo                          |
| Zach Villa        | Angel                        |
| Jenna Boyd        | Sabrina                      |
| Boo Johnson       | Fat Joe                      |
| Avril Lavigne     | zichzelf                     |
| Dennis Rodman     | zichzelf                     |
| Rickey Thompson   | Workout Demon                |
| Tom Arnold        | regisseur van de Batman-film |
| Whitney Cummings  | Maxine                       |
| Megan Fox         | Kennedy                      |
| Pete Davidson     | Berry                        |
| YG                | zichzelf                     |
| Trippie Redd      | zichzelf                     |
| Snoop Dogg        | The Joint                    |

## Razzie Awards 2022
De film is zeven keer genomineerd in zes reeksen van de Golden Raspberry Awards 2022, de jaarlijkse prijsuitreiking op gebied van het slechtste uit de filmwereld van het vernoemde jaar.
- 1 nominatie voor "slechtste film" voor Chris Long, Machine Gun Kelly, Jib Polhemus en Mod Sun
- 1 nominatie voor "slechtste regisseur", met name Machine gun Kelly en Mod Sun
- 1 nominatie voor "slechtste acteur", met name Machine Gun Kelly
- 2 nominaties voor "slechtste mannelijke bijrol", met name Mod Sun en Pete Davidson
- 1 nominatie voor "slechtste filmkoppel", met name Machine Gun Kelly en Mod Sun
- 1 nominatie voor "slechtste filmscript", met name Machine Gun Kelly en Mod Sun